# Bressolles, Ain
Bressolles är en kommun i departementet Ain i regionen Auvergne-Rhône-Alpes i östra Frankrike. Kommunen ligger  i kantonen Montluel som ligger i arrondissementet Bourg-en-Bresse. Kommunens areal är 7,73 km². År 2022 hade Bressolles 1 003 invånare.

## Befolkningsutveckling
Antalet invånare i kommunen Bressolles
Referens: INSEE